# الدوري التونسي لكرة اليد للسيدات 2021–22
الدوري التونسي لكرة اليد للسيدات 2021-2022 هو الدورة 60 من الدوري التونسي لكرة اليد للسيدات. شارك فيها 10 فريقا.
فاز بهذا الموسم الجمعية الرياضية النسائية بطبلبة، وجاء ثانيا النادي الإفريقي.

## روابط خارجية
- الموقع الرسمي للجامعة التونسية لكرة اليد.